# Kodak DCS Pro SLR
Le Kodak DCS Pro SLR/c est un appareil photographique reflex numérique mono-objectif plein format de 14 mégapixels. Le SLR/n à monture Nikon F a été annoncé le 12 février 2004 et le SLR/c à monture Canon EF un mois plus tard. Les deux appareils sont électroniquement identiques à l'exception des contacts de la monture. Les boîtiers diffèrent (le SLR/c était en partie basé sur un boîtier Sigma SD9).
Il s'agit du dernier reflex numérique fabriqué par Kodak. Ses ventes ne décollèrent véritablement jamais, malgré une résolution exceptionnelle pour l'époque (le Canon EOS-1Ds n'atteignait que 11Mpix à titre de comparaison), et un prix relativement raisonnable (il était nettement moins cher que le 1Ds).
Kodak abandonna la fabrication de la série DCS Pro SLR le 31 mai 2005.

## Caractéristiques
- Boîtier : Reflex numérique en alliage de magnésium à objectifs interchangeables de monture EF
- Capteur : CMOS de 36 × 24 mm (format 24×36) de type Bayer sans filtre d'anti-aliasing, 12 bits de précision
- Définition : 14 millions de pixels
- Ratio image : 3:2
- Taille de l'image : 4530 × 3000, 3000 × 2000, 2250 × 1500, 1125 × 750
- Viseur : Pentaprisme avec couverture d'image 92 %
- Autofocus : TTL par détection de phase, de -1 à 18 EV
- Mesure lumière : Mesure TTL à pleine ouverture sur 8 zones
- Espaces colorimétriques : sRVB en JPEG
- Obturateur : 30 s à 1/6000 s
- Motorisation : Max. environ 1,7 im./s (cadence maintenue jusqu'à 19 images (RAW))
- Sensibilité : 160 à 1600 ISO
- Mesure flash : Flash E-TTL
- Affichage : TFT 1.8 pouce, environ 130 000 points
- Enregistrement : CompactFlash Type I/II et SD
- Dimensions : 150 × 137 × 76 mm
- Poids : 895 g (boîtier uniquement)
- Alimentation : Batterie lithium-ion